# (7641) Cteatus
(7641) Cteatus ist ein Asteroid aus der Gruppe der Jupiter-Trojaner. Damit werden Asteroiden bezeichnet, die auf den Lagrange-Punkten auf der Bahn des Jupiter um die Sonne laufen. (7641) Cteatus wurde am 5. Oktober 1986 vom slowakischen Astronomen Milan Antal am Observatorium von Toruń-Piwnice (IAU-Code 092) entdeckt. Er ist dem Lagrangepunkt L4 zugeordnet.
Der Asteroid ist nach der mythologischen Figur des Cteatos, der mit seinem Zwillingsbruder Eurytos das halbgöttliche Doppelwesen Aktorione bildete, benannt, die von Herakles auf dem Weg zu den Isthmischen Spielen bei Kleonai aus Rache für den Tod seines Bruders Iphikles getötet wurden.